# Stuart Urban
Stuart Urban (nascut el 1958) és un director de cinema i televisió britànic.

## Primers anys i educació
Urban va ser educat a la Rokeby Preparatory School, Kingston upon Thames i King's College School, Wimbledon. Als 13 anys, es va convertir en el director més jove que va mostrar una pel·lícula al Festival de Canes amb el seu curtmetratge The Virus of War. La pel·lícula de 30 minuts es va mostrar posteriorment a la televisió de diversos països.
Urban més tard va assistir al Balliol College, Oxford, graduant-se amb un títol de primera classe en Història Moderna.
El seu germà petit és el periodista Mark Urban.

## Carrera
Urban va començar a escriure i dirigir a temps complet a principis de la dècada de 1980, treballant en sèries de televisió com Bergerac per a la BBC. El 1992, la seva única pel·lícula de televisió An Ungentlemanly Act, una dramatització de les primeres 36 hores de la Guerra de les Malvines va comptar amb Ian Richardson i Bob Peck. La producció va guanyar el British Academy Television Award al millor drama senzill el 1993.
El 1993, Urban va crear la seva pròpia productora independent, Cyclops Vision, que ha produït la majoria de la seva obra des d'aleshores. També va ser un dels directors de l'aclamada i premiada sèrie dramàtica de la BBC de 1996 Our Friends in the North, tot i que va abandonar la producció aviat després dels desacords amb l'escriptor Peter Flannery, i un dels seus episodis va ser totalment regrabat per un altre director, encara que no abans de ser reescrit completament per Peter Flannery, un fet generalment ocult del coneixement públic en aquell moment.
Urban va escriure, produir i dirigir els llargmetratges Preaching to the Perverted (1997) i Revelation (2001), ambdues produïdes per Cyclops Vision i llançades mundialment. L'any 2015, The Guardian va classificar-la com una de les 10 millors pel·lícules sobre BDSM i temes fetitxes. El seu treball al cinema documental inclou la primera pel·lícula polèmica contra les intervencions occidentals, Against the War (BBC, Cyclops Vision; 1999) coescrita amb Harold Pinter, que també va presentar.
El 2006, Urban va completar Tovarisch, I Am Not Dead, el seu llargmetratge documental sobre el seu pare Garri, un metge jueu d’Ucraïna que va escapar tant del Gulag com de l'Holocaust. Es va estrenar als cinemes del Regne Unit el 2008, ha guanyat una sèrie de nominacions i premis, inclosa una nominació als British Independent Film Awards i als Grierson Awards. El 2011 Urban va escriure, produir i dirigir May I Kill U?, un llargmetratge de comèdia negra protagonitzada per Kevin Bishop, Frances Barber i Rosemary Leach. La trama segueix un vigilant ciclista que inicia una campanya letal als avalots de Londres el 2011: "un psicòpata al carril bici". La pel·lícula es va estrenar el 2013.
El 2014, Urban va optar al llibre de no ficció de Deric Henderson, Let This Be Our Secret, que va adaptar com a guionista i productor executiu per Hat Trick Productions i ITV. Un drama de quatre hores, protagonitzat per James Nesbitt com a doble assassí Colin Howell, es va rodar a Irlanda del Nord a finals de 2015 sota el títol The Secret  i va començar la transmissió el 29 d'abril de 2016. Urban va ser nominat a un BAFTA per The secret en la categoria de Millor minisèrie, als Premis Broadcast (Millor Drama); també va guanyar els premis de la Royal Television Society d'Irlanda del Nord com a millor drama.

## Vida personal
Urban i la seva dona Dana viuen al sud-oest de Londres. Tenen dos fills.